# 黃守達
黃守達 （1988年10月13日—），臺灣臺中市人，民主進步黨籍政治人物，現為新潮流系成員，現任臺中市議會議員，於議員任內律師高考及格。曾為國立臺灣大學工會主要發起人、太陽花學運幹部、臺北市議會議員吳思瑤助理、民主進步黨青年發展部主任、立法委員黃國書台中服務處執行長。

## 經歷
就讀研究所時曾參與國立臺灣大學工會並獲選為理事長，不過因工會登記當時遭臺北市政府勞工局否准而未被官方承認。亦曾任國立臺灣大學工會秘書長。
2014年參與太陽花學運，為太陽花學運幹部之一，其負責立法院外青島東路外場的指揮工作，2014年4月21日於臺北地檢署應訊時，與魏揚、黃郁芬輪流宣讀「為民主不服從、為臺灣勇敢承擔」聲明。太陽花學運結束後，便任民主進步黨臺北市議會議員吳思瑤助理；2015年轉任民進黨青年發展部副主任，再升為主任。
2016年10月12日，工鬥青年產業後備軍、台灣高等教育產業工會青年行動委員會等青年團體反對蔡英文政府砍除勞工七天國定假日（一例一休），前往民主進步黨中央黨部抗議。時任民主進步黨青年部主任的黃守達出面接受陳情，但未正面回應勞工七天國定假日議題，只表示「大家對民進黨有很高的期待、很嚴苛的標準」、「民進黨會繼續和青年站在一起，也確實有更努力的空間」；台灣高等教育產業工會青年行動委員會張宗坤抨擊，民進黨青年部依循黨意回應，不願正視青年的勞動處境、回應43個青年團體反對砍假的連署聲明。
2016年11月，婚姻平權爭議沸騰之時，民主進步黨立法院黨團總召集人柯建銘表示，可考慮另外制定專法；黃守達支持經由修正《民法》達成婚姻平權，反對制定專法。
2017年1月於東區年金改革國是會議，指出年金改革四個原則「年金要永續，職業要平等，退休有保障，青年有希望」，並強調公務人員優惠存款改革的急迫性與必要性。2017年1月，轉入新潮流系立委黃國書團隊，準備投入臺中市議會議員初選。10月13日，宣布參加台中市中西區市議員初選，爭取民進黨黨內提名。2018年4月，獲民進黨提名參選。11月24日當選第三屆臺中市議員（第十選區，中、西區），並於2022年連任。
2023年，黃守達表態參選台中市第六選舉區立委初選，但民調成績落後江肇國而未出線。

## 作品節選
- 《政治工作在幹嘛？：一群年輕世代的歷險告白》
- 《魯蛇之春：學運青年戰鬥手冊》

## 選舉紀錄
| 年度 | 選舉屆數             | 選舉區           | 所屬政黨   | 得票數 | 得票率 | 當選標記 | 備註 |
| ---- | -------------------- | ---------------- | ---------- | ------ | ------ | -------- | ---- |
| 2018 | 第三屆臺中市議員選舉 | 臺中市第十選舉區 | 民主進步黨 | 13,198 | 19.62% |          |      |
| 2022 | 第四屆臺中市議員選舉 | 臺中市第十選舉區 | 民主進步黨 | 14,614 | 24.72% |          |      |

## 外部連結
- 黃守達的Facebook專頁